# Park Narodowy Lahemaa

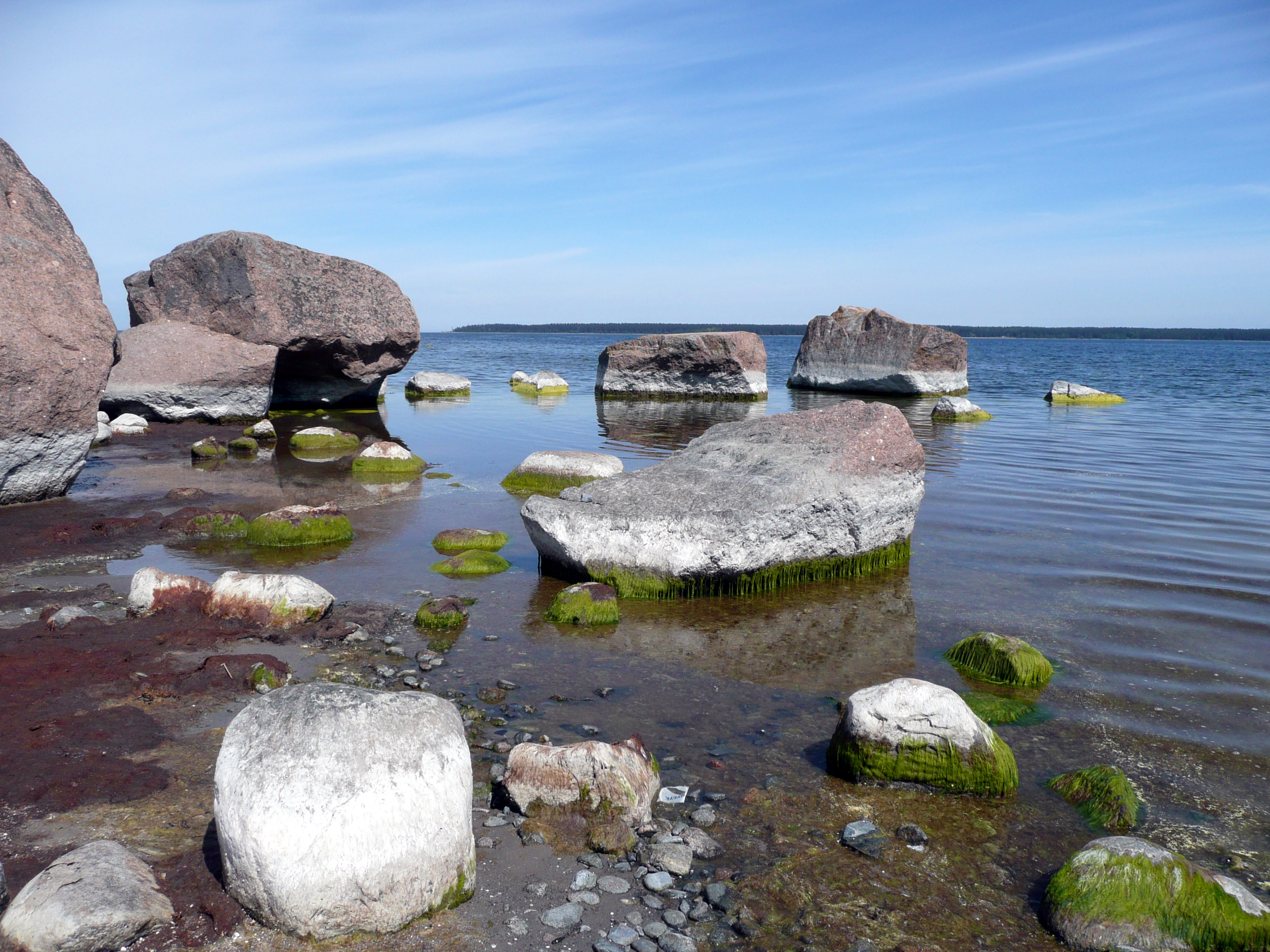
Głazy narzutowe na wybrzeżu Käsmu

Park Narodowy Lahemaa (est. Lahemaa rahvuspark) – park narodowy w Estonii, w prowincjach Harjumaa i Virumaa Zachodnia; najstarszy (1971) i największy park narodowy Estonii.

## Opis
Park Narodowy Lahemaa został założony 1 czerwca 1971 roku, leży w północnej Estonii, nad Zatoką Fińską w prowincjach Harjumaa i Virumaa Zachodnia. Wówczas był to pierwszy park narodowy w całym Związku Radzieckim.
Park obejmuje ochroną powierzchnię 747,84 km² (w tym 268,74 km² obszarów morskich). Należy do sieci obszarów objętych ochroną przyrody na terytorium Unii Europejskiej – Natura 2000. Na terenie parku wytyczono 21 szlaków turystycznych o łącznej długości 120 km. Lahemaa jest najstarszym i największym parkiem narodowy Estonii.
Na północy chroni rozczłonkowane wybrzeże i liczne, przeważnie bezludne, przybrzeżne wysepki. Największe wyspy to Mohni, Hara, Haldi, Alvi, Saartneem i Kasispea. Dalej na południe dominują zalesione wzgórza morenowe, mokradła i jeziora z wieloma różnorodnymi gatunkami zwierząt. Lahemaa jest obszarem o największej liczbie głazów narzutowych w północnoeuropejskim obszarze zlodowacenia. Między przybrzeżnymi nizinami a obszarem wapiennych równin występuje lapiaz.
Park przecina siedem rzek i kilka mniejszych strumieni, m.in. Loobu i Valgejõgi. Na rzekach lapiazu znajdują się wodospady, m.in. Nõmmeveski i Joaveski. Bije tu prawie 150 źródeł.

## Flora i fauna
Ok. 73% powierzchni parku zajmują lasy, z czego 15% porasta tereny bagienne. W lasach dominują sosna zwyczajna i świerk. Ok. 5,3% powierzchni porastają łąki, a 4,6% zajmują bagna.
Na terenie parku odnotowano 44 gatunki roślin chronionych. Występuje tu ponadto 307 gatunków mchów i 398 gatunków porostów. Rosną tu również m.in. miesiącznica trwała, kukułka Fuchsa, groszek nadmorski, róża pomarszczona i honkenia piaskowa. Jedną z najrzadszych lokalnych roślin jest syberyjska sałata. Lahemaa to jedyny obszar w Estonii, gdzie rośnie malina tekszla.
Zaobserwowano tu 222 gatunki ptaków i 50 ssaków. Występuje tu rzadka w Estonii perłoródka rzeczna. W 1985 roku wody przybrzeżne Lahemaa odwiedziła białucha arktyczna, a w 1995 roku na terenie parku widziano najprawdopodobniej rosomaka. Wśród ssaków spotkać można m.in. ryjówkę aksamitną i smużkę leśną, kunę leśną, sarnę, borsuka, wilka i łosia. Nad zbiornikami wodnymi mieszkają nietoperze, m.in. nocek łydkowłosy, nocek rudy i nocek Brandta, na terenach leśnych borowiec wielki, a na terenach otwartych gacek brunatny i mroczek pozłocisty. Wody przybrzeżne zamieszkuje nerpa obrączkowana.